# San Blas de los Sauces
San Blas o San Blas de los Sauces es la localidad cabecera del departamento San Blas de los Sauces, provincia de La Rioja, Argentina. 
En la actualidad forma parte del aglomerado urbano conocido como Salicas-San Blas y es la localidad cabecera del departamento homónimo.
Se encuentra a una distancia de 171 km de la ciudad de La Rioja y a 1071 km de la ciudad de Buenos Aires.
Se accede a través de la Ruta Nacional 40.

## Población
La evolución de la población de la localidad de San Blas muestra leves variaciones a lo largo de las décadas, presentando un crecimiento demográfico neutro. Es importante señalar que en el censo correspondiente al año 2010, se han sumado los valores de la población de San Blas y Salicas.
| Gráfica de evolución demográfica de San Blas de los Sauces entre 1960 y 2010 |
|                                                                              |
| Fuente: Censos Nacionales de Población, Hogares y Viviendas.                 |

## Iglesia San Blas de los Sauces
Es el principal templo del departamento. Está situada frente a la plaza de San Blas y constituye un punto de interés turístico.
Se desconoce la fecha exacta de su construcción, aunque se presume que la primera edificación data del año 1648, y que posteriores reparaciones o reconstrucciones sucedieron en los años 1748 y 1878. En la cercana localidad de Aimogasta se conservan documentos en los que aparecen registros de bodas, nacimientos y otros hechos sucedidos desde 1732. 
La construcción se realizó con los elementos y las técnicas propias del lugar: muros de adobe de gran espesor y portón de acceso y elementos estructurales de maderas duras. El diseño es sencillo, con una única torre maciza de acceso exterior, que sobresale de un conjunto de baja altura y aspecto sólido y austero. El interior es una nave única de planta rectangular, sin aberturas laterales. Inicialmente, en el templo se veneraba una pequeña imagen de San Blas, luego reemplazada por otra de mayor tamaño que se supone fue traída desde Lima y permanece hasta el presente.

## Parroquias de la Iglesia católica en San Blas de los Sauces
| Diócesis  | La Rioja |
| --------- | -------- |
| Parroquia | San Blas |

## Sismicidad
La sismicidad en la región de La Rioja es frecuente y de intensidad baja, y un silencio sísmico de terremotos medios a graves cada 30 años en áreas aleatorias.